# Strmec Sutlanski
 Strmec Sutlanski  falu Horvátországban Krapina-Zagorje megyében. Közigazgatásilag Kraljevec na Sutlihoz tartozik.

## Fekvése
Zágrábtól 30 km-re északnyugatra, községközpontjától  3 km-re délkeletre a Zagorje területén a megye délnyugati részén fekszik.

## Története
A falunak 1857-ben 155, 1910-ben 171 lakosa volt. Trianonig Varasd vármegye Klanjeci járásához tartozott. 2001-ben 104 lakosa volt.

## Külső hivatkozások
Kraljevec na Sutli község hivatalos oldala